# Swoosh

O Swoosh, projetado por Carolyn Davidson e utilizado pela Nike, Inc.

O Swoosh é o logotipo da Nike, empresa americana de calçados esportivos e de vestuário. Hoje, tornou-se uma das mais conhecidos logotipos do mundo e o mais valioso, estimado em U$ 26 bilhões/mil milhões.
Bill Bowerman e Phil Knight fundaram a Nike em 25 de janeiro de 1964, como Blue Ribbon Sports (BRS). Após a mudança do nome para Nike, Inc. em 30 de maio de 1971, a companhia adotou o Swoosh como seu logotipo oficial no mesmo ano. Carolyn Davidson, uma estudante na Portland State University, durante no qual ali estudou, criou o logotipo, tentando transmitir movimento em sua concepção.
O logotipo passou por pequenas transformações desde o design original em 1971: na atualidade, embora seja comumente visto apenas com o "swoosh", por muito de sua história o logo incorporou a inscrição NIKE junto ao Swoosh. Ao longo dos anos, paletas de cores vermelhas e brancas foram usadas no logotipo, embora mais recentemente o logo em preto sólido tenha ganhado maior popularidade.
O Swoosh também aparece em conjunto com o slogan "Just do It" desde 1988. Juntos, esses dois itens formam o núcleo da marca Nike, tendo sido a cara da empresa, com grandes atletas e equipes esportivas em todo o mundo, ostentando o logo.

## História
A marca corporativa da Nike, o Swoosh, foi criado em 1971 por Carolyn Davidson quando ela era estudante de design gráfico na Portland State University. Foi ali que ela conheceu Phil Knight, que à época ensinava contabilidade na universidade. Knight ficou sabendo que Davidson estava à procura de atividades que lhe dessem renda extra para poder estudar pintura a óleo; então, ele ofereceu pagamento a Davidson por trabalho freelance em sua companhia, então intitulada Blue Ribbon Sports (BRS). Knight ofereceu-se para pagar a Davidson dois dólares por hora  (14 dólares na atualidade) pelo trabalho que ela realizasse.
Nos primeiros sete anos após sua fundação em 1964, BRS basicamente importava calçados esportivos da marca Onitsuka Tiger do Japão. Em 1971, Knight decidiu lançar sua própria marca de calçados, que seria uma linha de calçados com travas (tais como as chuteiras) para futebol ou futebol americano, com uma fábrica no México pronta para produzir os calçados. Tudo o que Knight precisava era de um "stripe"— o jargão da indústria para um logotipo de calçado — para levar sua marca adiante; então, ele se aproximou de Davidson para ideias de design. Ele pediu a  Davidson para garantir que o logotipo inspirasse movimento e não parecesse de forma alguma com as três faixas da Adidas. Nas semanas seguintes, ela criou pelo menos seis logotipos e os reuniu para apresentá-los a Knight, Bob Woodell e Jeff Johnson (dois executivos da BRS) no escritória da empresa, à época situada em Tigard, Oregon.
Eles ao final escolheram a marca agora conhecida mundialmente como o Swoosh. "Eu não gosto disso", disse Knight à designer, "mas acho que [a aceitação] vai crescer em mim". Uma vez que a escolha foi feita, Davidson pediu mais tempo para aperfeiçoar o trabalho que ela havia feito sobre o Swoosh; no entanto, Knight afirmou que a empresa tinha prazos de produção para atender e que precisava do logotipo o mais rápido possível. Por seus serviços, a empresa pagou a ela 35 dólares (206 dólares pela correção monetária em 2015), conforme a informação de que ela teria trabalhado por 17 horas e meia na criação do Swoosh, embora Davidson afirma que tenha certeza de que ela trabalhou por mais horas no projeto. Em setembro de 1983, Knight deu Davidson um anel de ouro com diamantes incrustados e um Swoosh gravado, além de 500 ações da Nike (que desde então foram divididas em 32.000 ações) para expressar sua gratidão.
 Davidson afirma não ser milionária, mas que tem uma vida confortável. O Swoosh foi oficialmente patenteado em 18 de junho de 1971 e em junho de 1972, na pista de treinamento dos Estados Unidos em Eugene, Oregon, a Nike lançou o primeiro tênis oficial para pista, o Nike Cortez, já exibindo o famoso logotipo.

## Designe cor

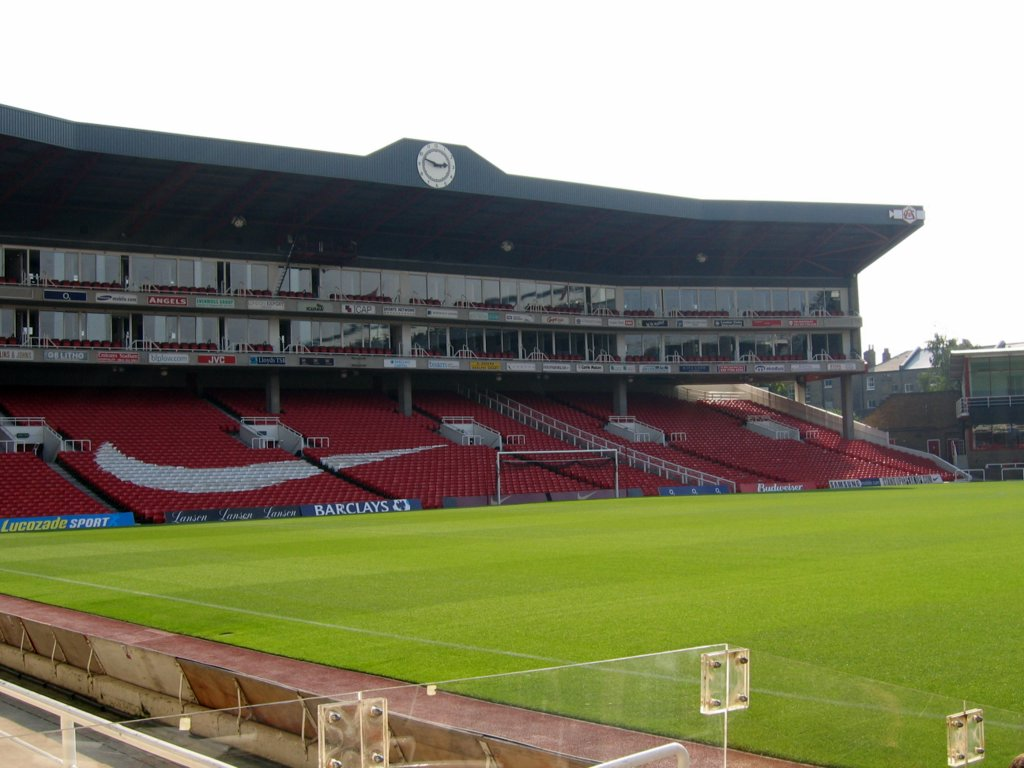
O logotipo visto no antigo Estádio de Highbury, em Londres.

O cofundador da Nike, Phil Knight, estava convencido de que o novo logotipo da companhia haveria de ser um design simples, fluido e que transmitisse movimento e velocidade. Também se diz que o logotipo simboliza a asa da famosa deusa grega da vitória, Nice.
Quando lançado pela primeira vez, o logotipo foi apresentado em uma variedade de cores, a fim de se destacar na pista quando visto em relação à produção dos demais fabricantes de calçados. A Nike usou principalmente o vermelho e branco da paleta de cores em seu logotipo para grande parte de sua história. O vermelho serve para exemplificar paixão, energia e alegria, enquanto a cor branca representa a nobreza, o encanto e a pureza.
Até 1994, o logotipo oficial corporativo da Nike colocava em destaque o nome "NIKE" na fonte tipográfica Futura Bold, com todas as letras em Caixa alta, dentro do Swoosh. Em 1995, a Nike começou a usar o Swoosh por si só como o seu logotipo corporativo como uma forma de debranding, e continua a usá-lo dessa forma até hoje, enquanto usa o Swoosh em preto.

## Imagem da marca
Um dos mais reconhecidos logotipos de marcas no mundo, o Swoosh fez a Nike uma das marcas mais bem-sucedidas e a mais valorizada. A marca Nike por sí só é avaliada em 26 bilhões/mil milhões de dólares. A Nike gasta cerca de 10% de suas receitas anuais em publicidade e promoções. O professora da Harvard Business School Stephen A. Greyser descreveu o logotipo como "símbolo vivo e vibrante da empresa".
A Nike tem feito grande uso do Swoosh logo nos apoios a atletas. Os apoios ao tenista romeno Ilie Năstase e ao fundista Steve Prefontaine, deram início aos patrocínios da marca Nike, que atualmente apoia centenas de atletas. Os apoios da Nike aMichael Jordan, LeBron James e Kobe Bryant no basquete, a Cristiano Ronaldo no futebol, a Tiger Woods no golfe e a Roger Federer e Rafael Nadal no tênis estão entre os 15 maiores patrocínios a atletas individuais na história do esporte.

## A herança da Nike
Nice (Nike em inglês) é a deusa alada da vitória na mitologia grega, que se sentou ao lado de Zeus no Olimpo. Nice é a quem se atribui a presença nos campos de batalha nos relatos mitológicos, ao voar em torno dos vencedores, premiando-os com glória e fama, simbolizada por uma coroa de folhas. Ela era frequentemente encontrada próxima à deusa da sabedoria, Atena, que disse nunca aceitar a derrota. 
Em estátuas e pinturas, Nice é representada como uma mulher alada, vestida com um manto esvoaçante e com uma coroa de flores em sua mão estendida. Para representar seu papel como mensageira da vitória, ela é mostrada com o grupo de Hermes. Em Atenas, a estátua de Nice é retratada sem asas e é chamada de Nike Apteron (Vitória sem Asas). As asas de Nice foram retiradas da estátua para que ela não voasse para longe, como os atenienses acreditavam que isso indicaria sua residência permanente na cidade.

## Controvérsia
Em maio de 2010, saiu um relatório no qual se diz que a Nike copiou o logotipo Swoosh da marca de cigarros Newport. A comparação foi feita porque a marca Newport foi introduzida no mercado em 1957 e usava um logotipo denominado de "balão", enquanto a Nike foi formada em 25 de janeiro de 1964, como Blue Ribbon Sports por Bill Bowerman e Philip Knight, e tornou-se oficialmente Nike, Inc. em 1978. O design do Swoosh, como já dito, foi criado em 1971 por Carolyn Davidson, mais de uma década depois de os cigarros Newport terem sido lançados.
Apesar de algumas reclamações, nunca foi encontrada qualquer prova concreta que a Nike tenha plagiado o logotipo de Newport.